# Rabâb maghrébin

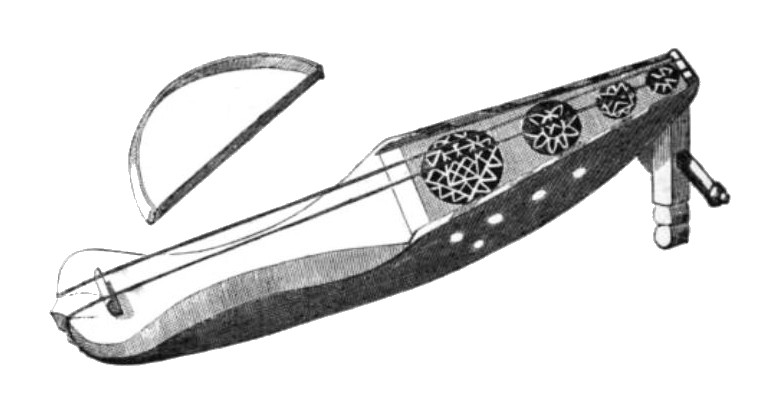
Rabâb maghrébin

 Le rabâb maghrébin (en arabe classique : al-rabāba al maghribiy, en arabe maghrébin : rbab maghribi, en berbère : amzad n Utaram), également appelé rabâb mauresque ou rabâb andalou est un luth à archet de la famille des rabâb joué aujourd'hui principalement au Maghreb. Il s'inscrit dans les traditions rebab plus larges du monde arabe, mais s'est également ramifié dans la tradition musicale européenne en Espagne, en Sicile et dans le Saint Empire romain germanique. À la fin du Moyen Âge, le rebec européen s'est développé à partir de cet instrument (et de la lyre byzantine associée). Le rebab du Maghreb a été décrit par un musicologue comme le rebab "prédominant" d'Afrique du Nord, bien que l'instrument soit en déclin avec les jeunes générations lors de sa publication en 1984.
Le nom rebáb (rabáb, rabába, rubáb, arabe ربابة) fait référence à un groupe d'instruments à cordes sensiblement différents, des luths pincés ou à archet dans les régions sous l'influence de l'islam. Au Maghreb et en Al-Andalus dans la péninsule ibérique, un luth à manche court joué avec un archet a été développé. Il survit aujourd'hui dans le cadre de la musique classique andalouse.
Aussi appelé rabab andalusiyyah (rabâb andalou), il aurait été ramené en Afrique du Nord depuis la péninsule ibérique après la reconquista.

## Histoire

### Musulmans et Européens interagissent
Les Omeyyades ont conquis l'Hispanie en 711 et créé l'Andalousie. Au cours des VIIIe et IXe siècles, de nombreux musiciens et artistes du monde islamique ont afflué vers la péninsule ibérique. Au XIe siècle, les sections musulmanes d'Espagne, ou Al-Andalus, étaient devenues un centre de fabrication d'instruments. Ces marchandises se sont progressivement répandues en Provence, influençant les troubadours et les trouvères français et atteignant finalement le reste de l'Europe. Alors que l'Europe a développé le luth, le oud est resté un élément central de la musique arabe, ainsi que de la musique ottomane au sens large, subissant une série de transformations.
Outre l'introduction du luth en Espagne par les Maures, un autre point important de transfert des luths et des rebabs de la culture arabe à la culture européenne a été la Sicile, où il a été apporté soit par des byzantins, soit plus tard par des musiciens musulmans. Il y avait des chanteurs-luténistes à la cour de Palerme après la conquête normande de l'île par les musulmans, et le luth est largement représenté dans les peintures au plafond de la Cappella Palatina royale de Palerme, dédiée par le roi normand Roger II de Sicile en 1140. L'influence sicilienne a augmenté lorsque les poètes toscans ont visité la Sicile au XIIIe siècle pour participer à la culture locale. Son petit-fils Hohenstaufen Frédéric II, empereur du Saint Empire romain germanique (1194-1250) a continué à intégrer des musulmans dans sa cour, y compris des musiciens maures. Au XIVe siècle, les luths s'étaient répandus dans toute l'Italie et, probablement en raison de l'influence culturelle des rois et de l'empereur Hohenstaufen, basés à Palerme, le luth avait également fait des percées significatives dans les terres germanophones.
Lorsque les musulmans ont été chassés d'Espagne, ils se sont réfugiés dans les pays de l'autre côté de la mer Méditerranée, en Afrique. Parmi les expulsés définitifs, la majorité finit par s'installer en Barbarie (Maghreb), et d'autres en France, en Sicile, en Italie et à Constantinople. Le rebab maghrébin a été préservé au Maghreb, même si les Européens ont continué à développer leurs violons dans le rebec et le viel (qui à leur tour sont devenus la viole et la vihuela).

## Description
Le rebab maghrébin se compose de deux parties jointes : l'instrument allongé en forme de bateau (Maroc) ou en forme de poire (Algérie et Tunisie) et la tête d'accord recourbée. Le corps jusqu'à la tête de cheville est creux ; le corps sculpté mesure 48–60 cm de long, 9–12 cm de large, 8 cm de profondeur et est en bois de noyer ou de cèdre. Il est divisé en deux parties, la table d'harmonie en peau recouvrant la partie inférieure, l'instrument se rétrécissant progressivement en un manche creux dans lequel se trouvent des rosaces et auquel la tête de cheville est enfin reliée. La partie recouverte de cuir est incurvée des deux côtés pour faciliter le cintrage. L'autre partie, vers la tête, est recouverte d'une fine plaque de cuivre rouge percée de rosaces rondes et qui est bordée d'un liseré décoratif. Semblable aux anciens luths arabes, sa tête mesure 12 cm de long, est repliée presque à angle droit et possède deux grandes touches d'accord latérales. Il y a une selle osseuse à la jonction du corps et de la tête.
L'instrument a deux cordes en boyau, qui partent du bas de l'instrument et passent à travers un cordier (constitué d'un morceau d'anche fendu en deux) et s'étendent vers le chevalet. Les cordes courent au-dessus de la plaque de cuivre recouvrant la partie supérieure du corps à une hauteur telle qu'elles ne peuvent pas être enfoncées contre le manche à la manière d'un violon : l'instrument n'a pas de touche. Au lieu de cela, le musicien utilise ses ongles pour arrêter les cordes à différentes notes. Les deux cordes sont accordées sur un cinquième intervalle, par exemple G–d ou d–a. L'arc est petit, incurvé et en métal, avec du crin de cheval tendu entre les extrémités.
La voix de l'instrument, riche en surharmoniques, est utilisée pour souligner les voix dans un ensemble instrumental. Pendant le jeu, la tête de l'instrument est à l'épaule gauche du musicien, la partie inférieure repose sur le genou droit ou se tient verticalement entre les jambes du musicien. La main gauche est presque toujours dans la position par défaut, elle change rarement de position. Comme d'habitude pour les instruments à cordes orientaux, la corde tenue dans la main avec la paume tournée vers l'extérieur joue sur la corde supérieure, touchant parfois la corde inférieure. De nos jours, l'instrument n'est utilisé que par l'ancienne génération.

## Variantes
Il existe différentes variantes en fonction des pays et des régions : rabab marocain, rabab algérien, rabab tunisien...
« Au Maroc, le joueur saisit le manche avec le pouce et l'index de la main gauche au niveau du sillet. En Algérie et en Tunisie, où l'instrument est plus grand, le pouce repose sur le dos et l'index tire latéralement sur la corde la plus aiguë, un peu à la manière du sitār indien (technique que l'on ne retrouve pas ailleurs dans le monde arabe). En raison de la taille de la caisse de résonance, qui s'élargit à partir du sillet (moins étroite au Maroc qu'en Algérie), l'interprète joue généralement en première position ; les déplacements sont rares. Le rebab est tenu en travers du Le rebab est tenu en travers du corps de l'instrumentiste, la caisse de résonance contre l'épaule gauche et le cordier sur le genou droit. En Tunisie, il est tenu presque verticalement, fermement coincé entre les jambes du musicien. Il est utilisé pour Il est utilisé pour accompagner la voix et possède un timbre étrange, riche en partiels supérieurs, produisant une sorte de bourdonnement nostalgique » (Dick et al 2001 : 699).

### Maroc
Dans la musique arabo-andalouse marocaine, il était fréquent de voir le chef d'orchestre être un joueur de rebab, notamment chez les orchestres de Fès. Ainsi, Al Brihi puis Abdelkrim Rais furent tout d'eux d'éminents rebabistes, leur instrument leur permettant de guider leurs musiciens. Le successeur de Rais, Briouel, rompt avec cette tradition en jouant du violon tout en étant chef de l'orchestre principal de Fès.
Sa plaquette est faite de bois.

### Tunisie
Le rbab tounsi est fabriqué depuis longtemps à Kairouan. Parmi les grands joueurs de rbab en Tunisie on peut citer Dr Farza.
Sa plaquette est faite de cuivre.